# Kabinett Luxon

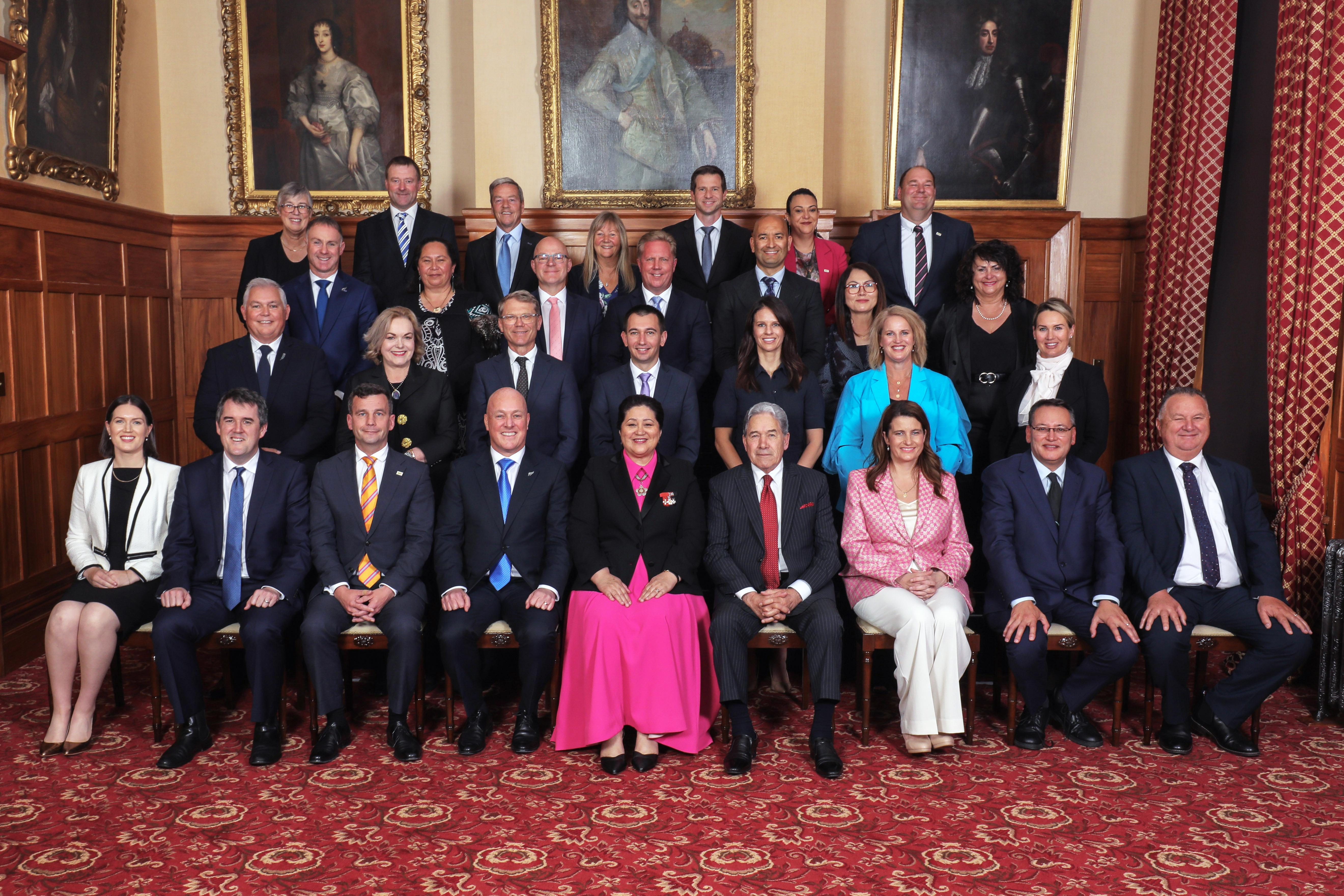
Gruppenfoto der 6. Regierung der New Zealand National Party

Das Kabinett der Regierung Christopher Luxon wurde am 27. November 2023 mit der Vereidigung von Christopher Luxon von der New Zealand National Party als neuer Premierminister Neuseelands gebildet. Es löste damit das Kabinett der Regierung von Chris Hipkins von der New Zealand Labour Party per reguläre Parlamentswahlen ab.

## Regierungsmitglieder
| P                                                               | Amtsinhaber/in | Amtsinhaber/in    | Partei            | Ministeramt | Amtszeit (von … bis)                          | Amtszeit (von … bis)     |
| --------------------------------------------------------------- | -------------- | ----------------- | ----------------- | --- | --------------------------------------------- | ------------------------ |
| Kabinettsmitglieder der New Zealand National Party              |                |                   |                   | |                                               |                          |
| 01                                                              |                | Christopher Luxon | National          | Prime Minister Minister for National Security and Intelligence Minister Responsible for Ministerial Services | 27. November 2023                             | aktuell                  |
| 02                                                              |                | Nicola Willis     | National          | Minister of Finance Minister for the Public Service Minister for Social Investment Associate Minister of Climate Change | 27. November 2023                             | aktuell                  |
| 03                                                              |                | Chris Bishop      | National          | Minister of Housing Minister for Infrastructure Minister Responsible for RMA Reform Minister for Sport and Recreation Leader of the House Associate Minister of Finance | 27. November 2023                             | aktuell                  |
| 04                                                              |                | Shane Reti        | National          | Minister of Health Minister for Pacific Peoples | 27. November 2023                             | aktuell                  |
| 05                                                              |                | Simeon Brown      | National          | Minister for Energy Minister of Local Government Minister of Transport Minister for Auckland Deputy Leader of the House | 27. November 2023                             | aktuell                  |
| 06                                                              |                | Erica Stanford    | National          | Minister of Education Minister of Immigration Lead Coordination Minister for the Government’s Response to the Royal Commission’s Report into Historical Abuse in State Care and in the Care of Faith-based Institutions | 27. November 2023 10. Oktober 2024            | aktuell                  |
| 07                                                              |                | Paul Goldsmith    | National          | Minister for Arts, Culture and Heritage Minister of Justice Minister for State Owned Enterprises Minister for Treaty of Waitangi Negotiations Minister for Media and Communications | 27. November 2023 24. April 2024              | aktuell                  |
| 08                                                              |                | Louise Upston     | National          | Minister for the Community and Voluntary Sector Minister for Social Development and Employment Minister for Child Poverty Reduction Minister for Disability Issues | 27. November 2023 24. April 2024              | aktuell                  |
| 09                                                              |                | Judith Collins    | National          | Attorney-General Minister of Defence Minister for Digitising Government Minister Responsible for the GCSB Minister Responsible for the NZSIS Minister of Science, Innovation and Technology Minister for Space Lead Coordination Minister for the Government’s Response to the Royal Commission’s Report into the Terrorist Attack on the Christchurch Mosques | 27. November 2023                             | aktuell 10. Oktober 2023 |
| 10                                                              |                | Mark Mitchell     | National          | Minister of Corrections Minister for Emergency Management and Recovery Minister of Police | 27. November 2023                             | aktuell                  |
| 11                                                              |                | Todd McClay       | National          | Minister of Agriculture Minister of Forestry Minister for Hunting and Fishing Minister for Trade Associate Minister of Foreign Affairs | 27. November 2023                             | aktuell                  |
| 12                                                              |                | Tama Potaka       | National          | Minister of Conservation Minister for Māori Crown Relations: Te Arawhiti Minister for Māori Development Minister for Whānau Ora Associate Minister of Housing (Social Housing) | 27. November 2023                             | aktuell                  |
| 13                                                              |                | Matt Doocey       | National          | Minister for ACC Minister for Mental Health Minister for Tourism and Hospitality Minister for Youth Associate Minister of Health Associate Minister of Transport | 27. November 2023                             | aktuell                  |
| 14                                                              |                | Simon Watts       | National          | Minister of Climate Change Minister of Revenue | 27. November 2023                             | aktuell                  |
| Minister der New Zealand National Party außerhalb des Kabinetts |                |                   |                   | |                                               |                          |
| 15                                                              |                | Melissa Lee       | National          | Minister for Economic Development Minister for Ethnic Communities Associate Minister for ACC Minister for Media and Communications | 27. November 2023                             | aktuell 24. April 2024   |
| 16                                                              |                | Penny Simmonds    | National          | Minister for Disability Issues Minister for the Environment Minister for Tertiary Education and Skills Associate Minister for Social Development and Employment | 27. November 2023                             | 24. April 2024 aktuell   |
| 17                                                              |                | Chris Penk        | National          | Minister for Building and Construction Minister for Land Information Minister for Veterans Associate Minister of Defence Associate Minister of Immigration | 27. November 2023                             | aktuell                  |
| 18                                                              |                | Nicola Grigg      | National          | Minister of State for Trade Minister for Women Associate Minister of Agriculture | 27. November 2023                             | aktuell                  |
| 19                                                              |                | Andrew Bayly      | National          | Minister of Commerce and Consumer Affairs Minister for Small Business and Manufacturing Minister of Statistics | 27. November 2023                             | aktuell                  |
| Minister der Act New Zealand und Mitglieder des Kabinetts       |                |                   |                   | |                                               |                          |
| 20                                                              |                | David Seymour     | ACT               | Deputy Prime Minister Minister for Regulation Associate Minister of Education (Partnership Schools) Associate Minister of Finance Associate Minister of Health (Pharmac) Associate Minister of Justice | 31. Mai 2025 27. November 2023 24. April 2024 | in Planung aktuell       |
| 21                                                              |                | Brooke van Velden | ACT               | Minister of Internal Affairs Minister for Workplace Relations and Safety | 27. November 2023                             | aktuell                  |
| 22                                                              |                | Nicole McKee      | ACT               | Minister for Courts Associate Minister for Justice (Firearms) | 27. November 2023                             | aktuell                  |
| Minister der Act New Zealand außerhalb des Kabinetts            |                |                   |                   | |                                               |                          |
| 23                                                              |                | Andrew Hoggard    | ACT               | Minister for Biosecurity Minister for Food Safety Associate Minister of Agriculture (Animal Welfare, Skills) Associate Minister for the Environment | 27. November 2023                             | aktuell                  |
| 24                                                              |                | Karen Chhour      | ACT               | Minister for Children Minister for the Prevention of Family and Sexual Violence | 27. November 2023                             | aktuell                  |
| Parlamentarischer Staatssekretär                                |                |                   |                   | |                                               |                          |
| 25                                                              |                | Simon Court       | ACT               | Parliamentary Under-Secretary to the - Minister for Infrastructure and - Minister Responsible for RMA Reform | 27. November 2023                             | aktuell                  |
| Minister der New Zealand First und Mitglieder des Kabinetts     |                |                   |                   | |                                               |                          |
| 26                                                              |                | Winston Peters    | New Zealand First | Deputy Prime Minister (bis zum 31. Mai 2025) Minister of Foreign Affairs Minister for Racing | 27. November 2023                             | aktuell                  |
| 27                                                              |                | Shane Jones       | New Zealand First | Minister for Oceans and Fisheries Minister for Regional Development Minister for Resources Associate Minister of Finance Associate Minister for Energy | 27. November 2023                             | aktuell                  |
| 28                                                              |                | Casey Costello    | New Zealand First | Minister of Customs Minister for Seniors Associate Minister of Health Associate Minister of Immigration Associate Minister of Police | 27. November 2023                             | aktuell                  |
| Minister der New Zealand First außerhalb des Kabinetts          |                |                   |                   | |                                               |                          |
| 29                                                              |                | Mark Patterson    | New Zealand First | Minister for Rural Communities Associate Minister of Agriculture Associate Minister for Regional Development | 27. November 2023 24. April 2024              | aktuell                  |
| Parlamentarische Staatssekretärin                               |                |                   |                   | |                                               |                          |
| 30                                                              |                | Jenny Marcroft    | New Zealand First | Parliamentary Under-Secretary to the - Minister for Media and Communications - Minister for Oceans and Fisheries | 27. November 2023 24. April 2024              | aktuell                  |

Quellen: Department of the Prime Minister and Cabinet, und 